# Васильева, Наталия Владимировна
Ната́лия Влади́мировна Васи́льева — советский и российский лингвист, специалист в области ономастики текста, терминологии, лексикографии. Доктор филологических наук. Главный научный сотрудник сектора прикладного языкознания Института языкознания РАН. Супруга В. А. Виноградова.

## Биография
В 1983 году защитила диссертацию на соискание учёной степени кандидата филологических наук по теме «Греко-латинские элементы в лингвистической терминологии». В 2005 году защитила диссертацию на соискание учёной степени доктора филологических наук по теме «Собственное имя в тексте: интегративный подход».
Главный научный сотрудник сектора прикладного языкознания Института языкознания РАН. Член редакционного совета журнала «Вопросы ономастики».
Научные интересы: ономастика текста, терминология, лексикография.
Одна из авторов «Большой Российской энциклопедии» и «Лингвистического энциклопедического словаря».